# Pijama (postre)

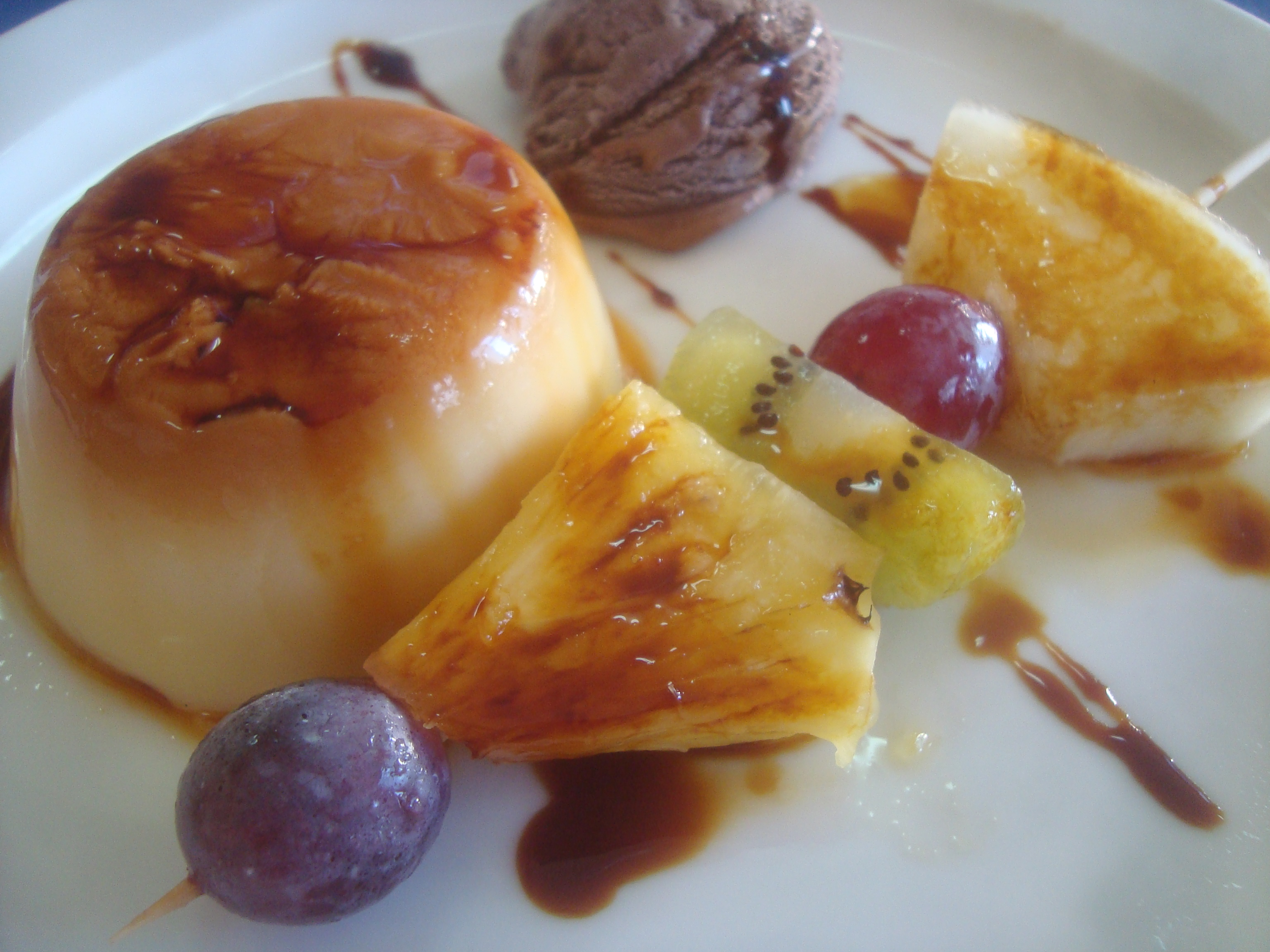
Postre “Pijama”

El pijama es un postre elaborado con flan, puding de ensaimada, almíbar, helado de vainilla o chocolate, inspirado en el Pêche Melba. Fue creado en 1951 por Paco Parellada,  responsable del restaurante 7 Portes, cuando oficiales de la Sexta Flota de los Estados Unidos solicitaron un Pêche Melba y Parellada elaboró su interpretación a partir de las instrucciones de los clientes. El nombre pijama se originó como una deformación de Pêche Melba, por el acento del oficial estadounidense que solicitó este postre creado en el siglo XIX en Francia en honor de la cantante de ópera Nellie Melba.